# Iława
Iława anhörenⓘ (deutsch Deutsch Eylau) ist die Kreisstadt des gleichnamigen Landkreises in der polnischen Woiwodschaft Ermland-Masuren.

## Geographische Lage
Die Stadt liegt in der historischen Landschaft Preußen, im südwestlichen Teil des mittelalterlichen Pomesanien, der später zum Oberland gehörte. Sie befindet sich am Südufer des Geserichsees (poln. Jeziorak) auf einer Höhe von 105 Metern über dem Meeresniveau, etwa 45 Kilometer südöstlich von Kwidzyn (Marienwerder) und 61 Kilometer südwestlich von Olsztyn (Allenstein).

## Geschichte

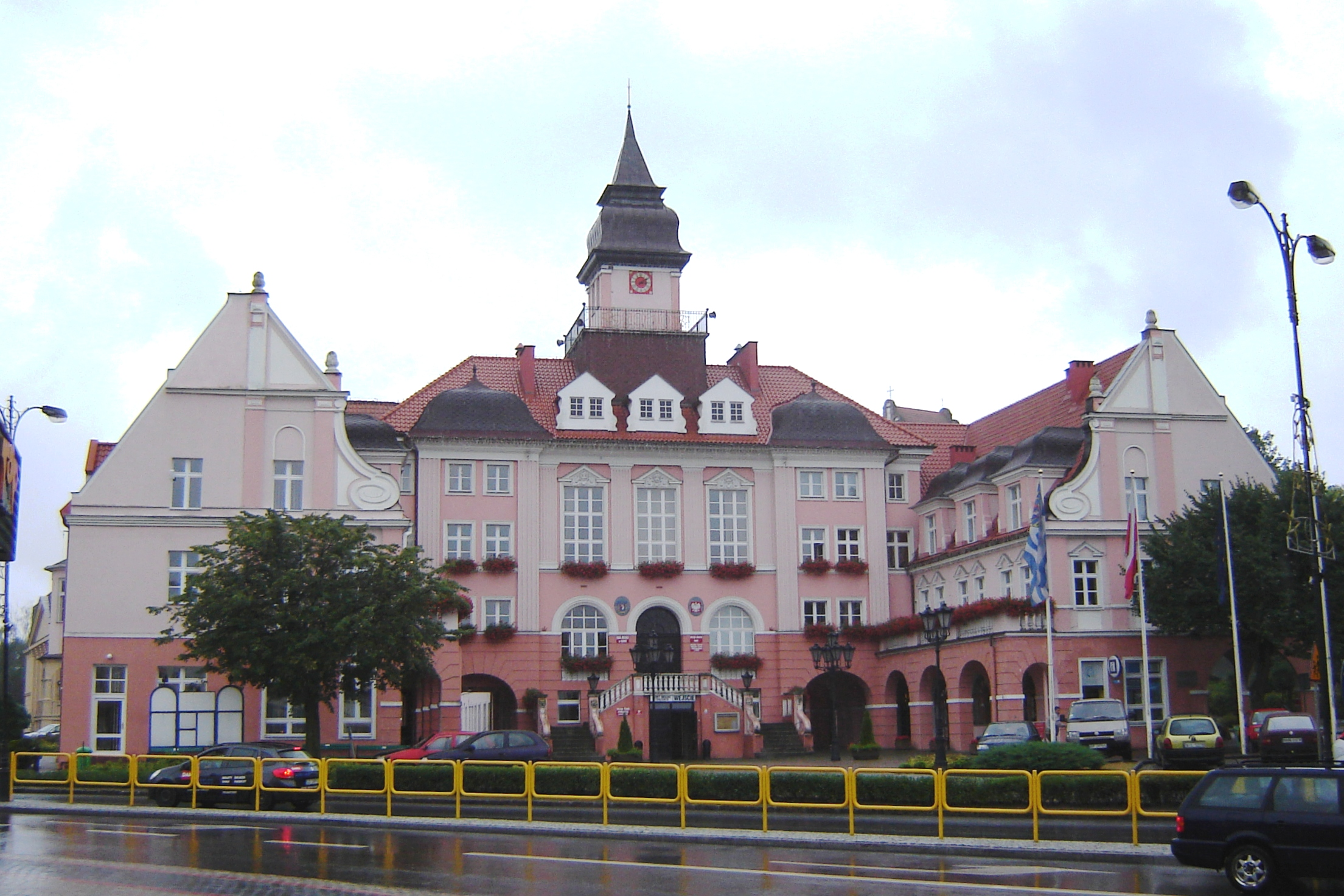
Rathaus

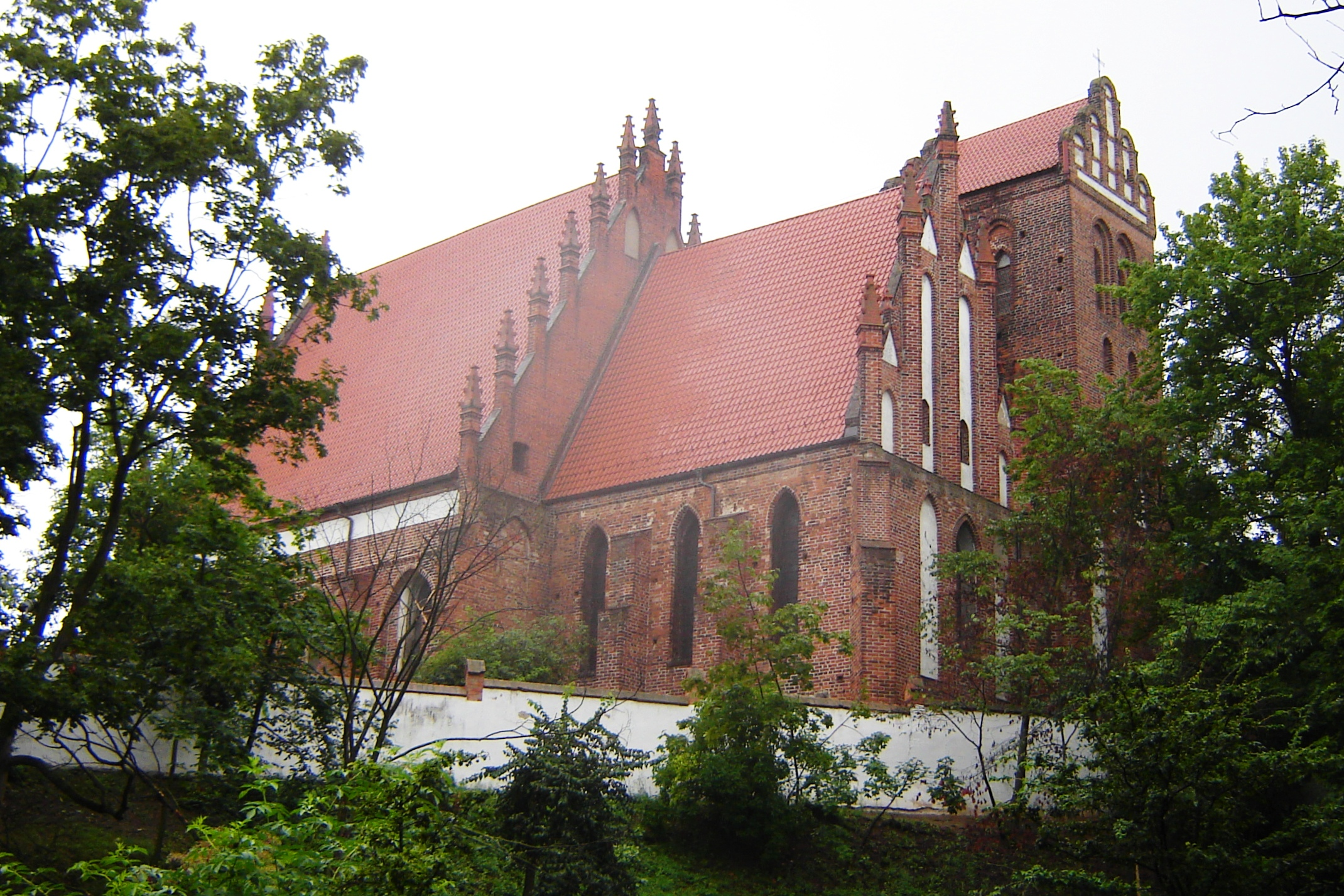
Pfarrkirche St. Marien

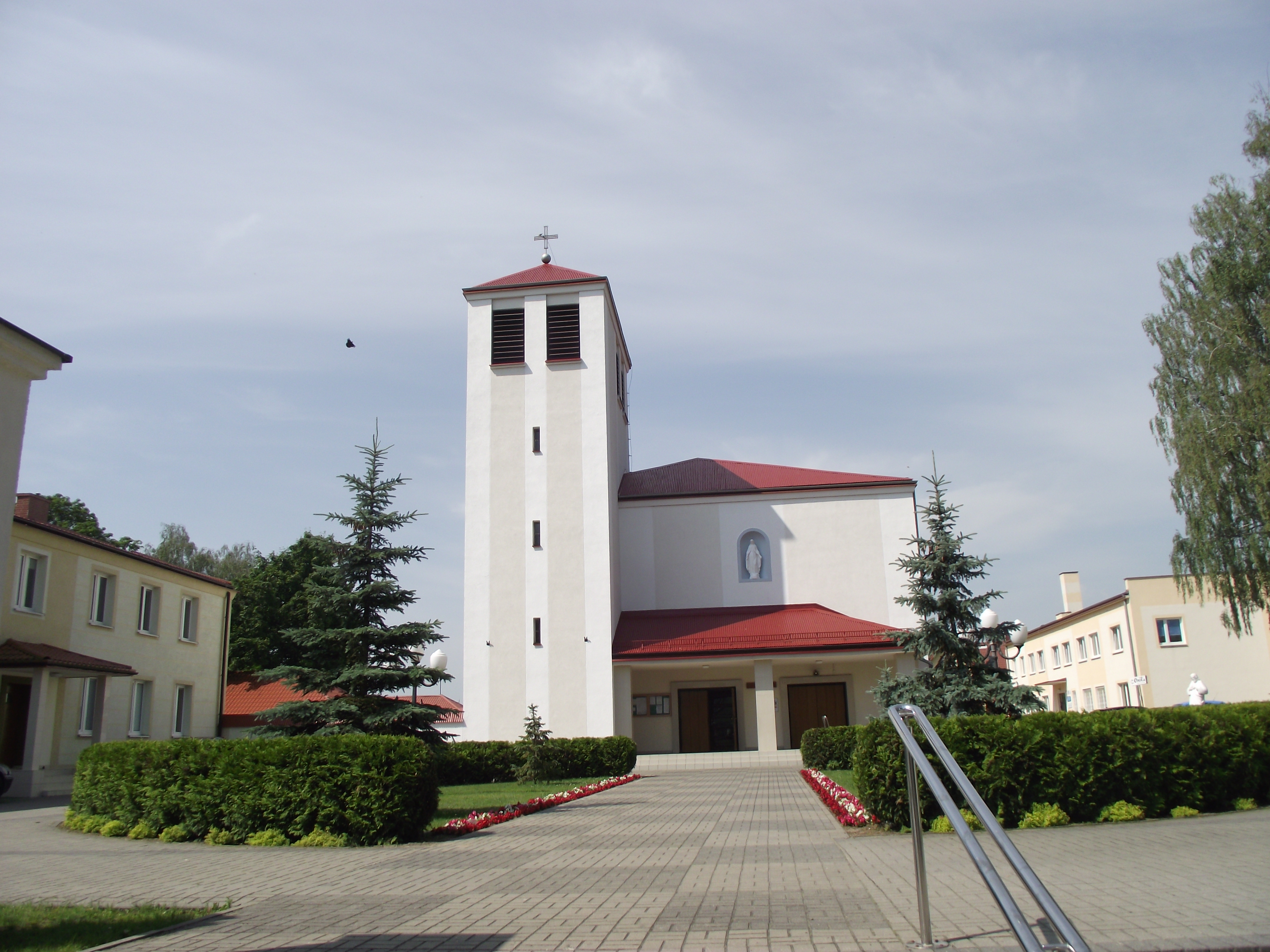
Mariä-Empfängnis-Kirche

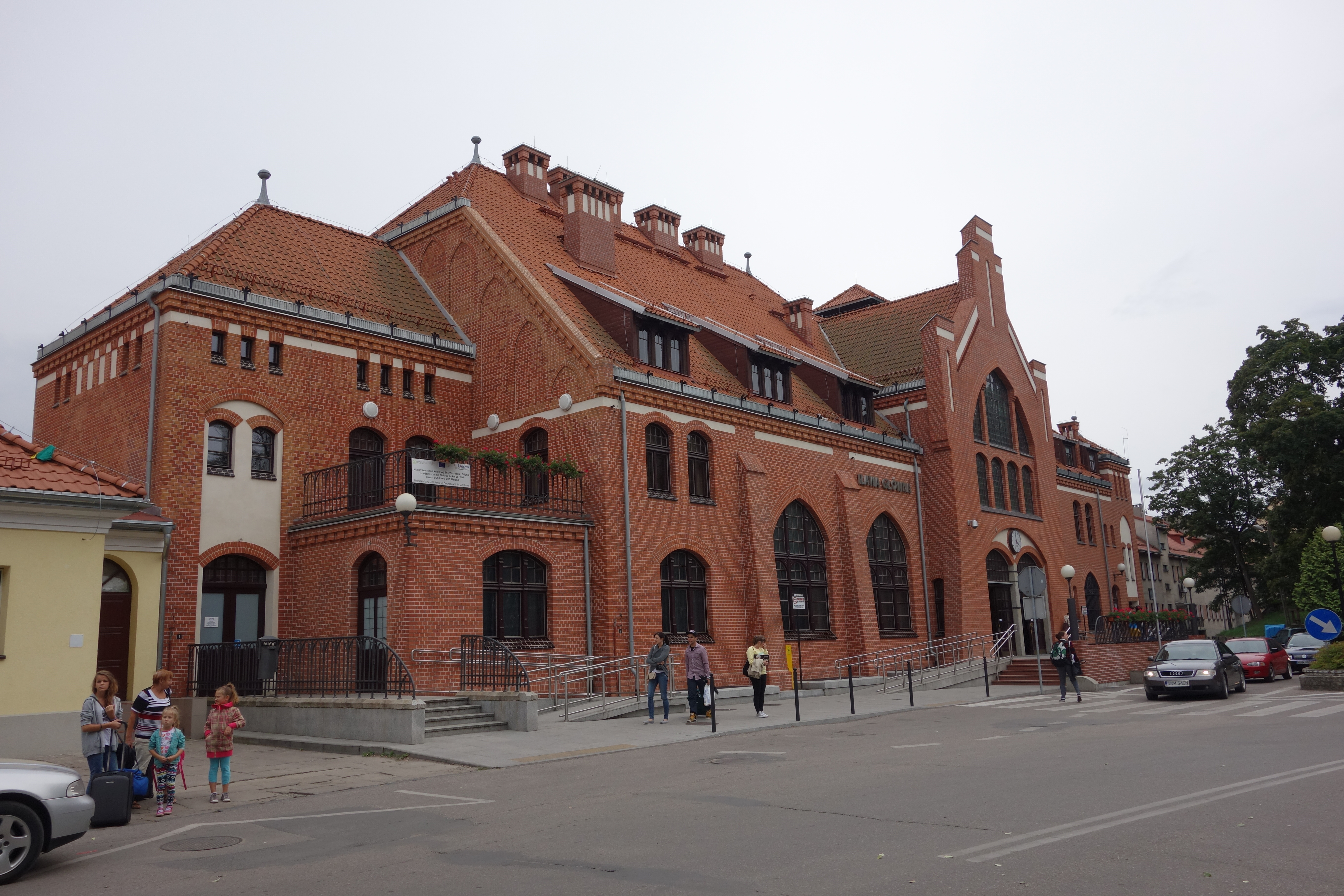
Bahnhof Iława Główna

### Mittelalter
Im frühen Mittelalter befand sich dort eine pruzzische Siedlung. Im Zuge der Kolonisierung dieses Gebietes errichtete der Deutsche Orden auf einer Halbinsel am Geserichsee einen Hof und eine Mühle. Der Christburger Komtur Sieghard von Schwartzburg gründete hier 1305 eine Siedlung, die 1317 mit der Handfeste des Komturs Luther von Braunschweig Stadtrecht erhielt. In späteren Urkunden, zum Beispiel der Bestätigung der Handfeste von 1338, wird der Name der Stadt in Lateinisch mit „Ylavia“ und in Deutsch mit „Ylaw“ oder „Ylau“ angegeben. Aus dem im 15. Jahrhundert verwendeten lateinischen Namen „Ylow theutonicalis“ entstand schließlich „Deutsch Eylau“.
Anfang des 14. Jahrhunderts hatte der Orden eine vermutlich einflügelige Burg errichtet, die bis zum 18. Jahrhundert Bestand hatte. Bis 1340 unterstand Eylau der Komturei Christburg, danach wurde sie der neu eingerichteten Komturei Osterode zugeordnet. Der Hochmeister des Deutschen Ordens, Heinrich von Plauen, war zuvor mehrere Jahre Ordenspfleger in Eylau gewesen. Erste wirtschaftliche Erfolge stellten sich ein, als die Stadt Brücken- und Wegezoll auf den vorbeiführenden Handelsrouten eintrieb, die eine langgestreckte Brücke über den Geserichsee passieren mussten.
Während des Preußischen Städtekriegs (1454–1466) schloss sich Eylau dem Preußischen Bund an, der sich mit Polen gegen den Deutschen Orden gestellt hatte. 1457 verkauften böhmische Söldner wegen ihres ausstehenden Lohns Burg und Stadt an Polen. Polnische Truppen besetzten Eylau, die jedoch nach wenigen Monaten von den Einwohnern wieder vertrieben wurden. Im Zuge des Reiterkrieges wurde die Stadt erneut von königlichen Truppen besetzt, wurde aber nach wenigen Tagen vom Orden zurückerobert. Anschließend war Deutsch Eylau an verschiedene Gläubiger verpfändet.

### Frühe Neuzeit
Im 16. Jahrhundert hatte Eylau 70 Bürger; es wurden Landwirtschaft, Fischfang, Schifffahrt und die üblichen Handwerke betrieben.
Mit der Säkularisation des Deutschen Ordens 1525 gehörte Eylau zum Herzogtum Preußen. Nach den Verpfändungen im 16. Jahrhundert erwarb 1690 der preußische Kammerherr Ernst Graf Finck von Finckenstein Deutsch-Eylau mit allen Gerichtsbarkeiten, mit allen Höfen und Gebäuden, den Äckern, Wiesen, und Wäldern. 1706 vernichtete ein Großbrand zahlreiche Gebäude, unter anderem das Rathaus und das Krankenhaus. Für den Wiederaufbau war die Stadt auf Hilfe von außen angewiesen, doch kam er wegen der anschließenden Pestjahre zunächst nur schleppend voran. Einen wesentlichen Aufschwung nahm die Stadt, als in Deutsch Eylau 1719 eine Garnison eingerichtet wurde. Während des Siebenjährigen Krieges war Deutsch Eylau von 1758 bis 1762 von russischen Truppen besetzt. Am Ende des 18. Jahrhunderts hatte die Stadt 1045 Einwohner.

### 19. Jahrhundert
Nach der preußischen Verwaltungsreform von 1815 wurde Deutsch Eylau dem neu gebildeten Kreis Rosenberg in Westpreußen zugeordnet. Die wirtschaftliche Entwicklung schritt voran. Im Jahre 1822 sicherte sich die Stadt zunächst durch Erbpacht die Erträge aus dem fischreichen Geserichsee, der 1845 endgültig in das Stadteigentum überging. 1860 wurde eine Verbindung zum Oberländischen Kanal geschaffen, mit der Eylau eine Schiffsverbindung bis nach Elbing erhielt. 1872 erfolgte der Anschluss an die Bahnlinie Thorn–Allenstein, und 1892 war die Chaussee nach Allenstein fertiggestellt. An der Wende zum 20. Jahrhundert hatten sich zahlreiche Fabriken angesiedelt, u. a. eine Eisengießerei, eine Maschinenfabrik und eine Zementfabrik. Mit der Eröffnung weiterer Bahnlinien nach Marienburg (1877) und Strasburg i. Wpr. (1902) entwickelte sich Eylau zu einem wichtigen Eisenbahnknotenpunkt.

### 20. Jahrhundert
Am Anfang des 20. Jahrhunderts hatte Deutsch Eylau eine evangelische Kirche, eine katholische Kirche, eine Synagoge, ein Progymnasium und ein Amtsgericht.
Nach dem Ersten Weltkrieg war im Versailler Vertrag bestimmt worden, dass u. a. in Gebieten Westpreußens eine Volksabstimmung über die Zugehörigkeit zum Deutschen Reich oder zu Polen stattzufinden habe. Die Volksabstimmung im Abstimmungsgebiet Marienwerder fand am 11. Juli 1920 statt, in Deutsch Eylau entschieden sich 4746 (95,3 Prozent) der Stimmberechtigten für das Reich, auf Polen entfielen 235 Stimmen. Inzwischen hatte auch der Fremdenverkehr für die Stadt an Bedeutung gewonnen. Wegen ihrer reizvollen Lage am Geserichsee wurde sie Perle des Oberlandes genannt.
Vor dem Ausbruch des Zweiten Weltkrieges wurden 1939 12.772 Einwohner gezählt, von denen 81 Prozent evangelisch waren.
Gegen Ende des Zweiten Weltkriegs kam es in Eylau wegen seiner strategischen Bedeutung als Eisenbahnknotenpunkt im Januar 1945 zu heftigen Kämpfen zwischen der deutschen Wehrmacht und der Roten Armee. Schwere Zerstörungen waren die Folge. Am 23. Januar wurde die Stadt von einer Panzerbrigade der Roten Armee besetzt. Am 23. Mai 1945 wurde die Stadt von der sowjetischen Besatzungsmacht der Volksrepublik Polen zur Verwaltung unterstellt. Von der polnischen Administration wurde die Stadt in Iława umbenannt. Am Jahresende 1945 lebten noch 1138 Menschen in der Stadt. In der Folgezeit wurde die einheimische Bevölkerung größtenteils von der polnischen Administration vertrieben.
Die deutsche Minderheit hat heute ein Büro im Rathaus. Der Geserichsee ist ein Zentrum des Wassersport-Tourismus.

### Demographie
| Jahr | Einwohner | Anmerkungen |
| 1789 | 1045      | mit der Garnison (137 Personen, eine Schwadron Dragoner), sämtlich Deutsche |
| 1802 | 1516      | [ 6 ] |
| 1810 | 1374      | [ 6 ] |
| 1816 | 1576      | davon 1297 Evangelische, 205 Katholiken und 74 Juden |
| 1821 | 1492      | [ 6 ] |
| 1831 | 1628      | [ 7 ] |
| 1867 | 3102      | am 3. Dezember |
| 1871 | 3459      | am 1. Dezember, davon 2839 Evangelische, 406 Katholiken und 174 Juden; nach anderen Angaben 3472 Einwohner, davon 2800 Evangelische und 400 Katholiken (60 Polen) |
| 1875 | 3832      | [ 10 ] |
| 1880 | 4126      | [ 10 ] |
| 1890 | 5701      | davon 902 Katholiken und 134 Juden |
| 1900 | 8074      | mit der Garnison (Stab der 72. Infanteriebrigade, zwei Infanteriebataillone Nr. 59, ein Infanteriebataillon Nr. 152, drei Schwadronen Kürassiere Nr. 5 und zwei Abteilungen Feldartillerie Nr. 35), meist Evangelische                                                                                              |
| 1910 | 10.087    | am 1. Dezember, davon 9566 mit deutscher Muttersprache (7931 Evangelische, 1483 Katholiken, 29 Sonstige, 123 Juden) und 380 mit polnischer Muttersprache (25 Evangelische, 353 Katholiken, eine jüdische Person); nach anderen Angaben davon 8018 Evangelische, 1914 Katholiken und 125 Juden; 2377 Militärpersonen |
| 1925 | 11.242    | davon 9377 Evangelische, 1581 Katholiken, 26 sonstige Christen und 110 Juden |
| 1933 | 12.836    | davon 10.731 Evangelische, 1947 Katholiken, drei sonstige Christen und 84 Juden |
| 1939 | 12.772    | davon 10.347 Evangelische, 1911 Katholiken und 320 sonstige Christen (keine Juden) |
| 1943 | 13.691    | [ 13 ] |
| 1945 | 1138      | |

| Jahr          | 1960   | 2016   |
| Einwohnerzahl | 12.029 | 33.108 |

## Verkehr
Der Bahnhof Iława Główna befindet sich an der Bahnstrecke Warszawa–Gdańsk.

## Bauwerke
- Die katholische Pfarrkirche der Verklärung (von 1525 bis 1945 evangelisch) wurde von 1317 bis 1325 im Stil der Backsteingotik errichtet und Maria geweiht. Sie ersetzte eine ältere Kapelle des Heiligen Nikolaus. Zwischen 1548 und 1550 wurden Erweiterungen vorgenommen, so der Anbau des Kirchturms, der mit seinem landschaftstypischen Staffelgiebel an die Nordseite des Chors angeschlossen wurde. Ein nördlicher Anbau wurde 1642 und die Vorhalle im Westen 1904 angefügt. Johan Heinrich Selcke aus Riesenburg schuf 1740 den Hauptaltar im Rokokostil. Das 1790 eingefügte Altargemälde stammt vom Berliner Maler Bernhard Rode. Ein hölzernes Kruzifix stammt aus der zweiten Hälfte des 14. Jahrhunderts, der Altarleuchter aus Bronze aus dem 15. Jahrhundert. Bei Bauarbeiten wurden 1975 Wandmalereien aus der Anfangszeit des Gebäudes freigelegt.
- Die katholische Kirche Mariä-Empfängnis, auch Weiße Kirche, wurde von 1931 bis 1933 im Stil des Neuen Bauens errichtet, Architekt war Dominikus Böhm[14].
- Das Rathaus wurde in den Jahren 1910 bis 1912 als dreiflügeliger Bau mit offenem Vorhof zur Straße im neobarocken Stil erbaut. Der Mitteltrakt trägt einen viereckigen Turm mit barocker Haube. Zwischen den beiden Seitenrisaliten befinden sich in der ersten Etage die drei hohen Fenster des Sitzungssaals. An den Seitenflügeln sind jeweils Arkaden vorgebaut.
- Der Bahnhof der Stadt mit seiner romanisierenden Schalterhalle und seinem neogotischen Äußeren wurde 1905 von der Preußischen Staatseisenbahn errichtet.

## Partnerstädte
- Herborn (Deutschland)
- Tholen (Niederlande)
- Gargždai (Litauen)

## Söhne und Töchter der Stadt
- Maximilian von Eynatten (1827–1894), preußischer Generalleutnant
- Richard Altmann (1852–1900), Mediziner
- Karl Heinemann (1857–1927), Autor und Literaturhistoriker
- Erwin Kroll (1886–1976), Komponist
- Marita Kremer (1897–1980), deutsche Bibliothekarin
- Gustav Wilke (1898–1977), Generalleutnant im Zweiten Weltkrieg
- Georg Hoffmann (1900–1963), Ornithologe, Naturfotograf und Schriftsteller
- Hellmuth Stieff (1901–1944), Generalmajor, beteiligt am Attentat vom 20. Juli 1944
- Helmut Naunin (1904–2002), Verwaltungsjurist und Erster Landesrat des Landschaftsverbandes Westfalen-Lippe von 1954 bis 1969
- Joachim Meichßner (1906–1944), Offizier und Widerstandskämpfer
- Renate von Brause (1921–1977), Architektin
- Horst R. Flachsmeier (1924–2001), Pastor, Augenarzt, Missionsarzt und Psychotherapeut. Gründer der „Aktion Hilfe für die Dritte Welt“[15]
- Günter Abramzik (1926–1992), Domprediger am Bremer Dom
- Edgar Steiner (* 1933), deutscher Militärarzt (NVA), Generalmajor
- Ulrich Krengel (* 1937), Mathematiker
- Gerhard Moritz Meyer (1937–2016), Justizsenator von Hamburg
- Gisela Hülsbergen (* 1944), Gewerkschaftlerin und Politikerin (SPD)
- Mirek Macke (* 1959), deutsch-polnischer Maler und Aktionskünstler
- Arkadiusz Klimek (* 1975), Fußballspieler
- Tomasz Dąbrowski (* 1984), Jazzmusiker

## Landgemeinde
Die Stadt Iława ist Verwaltungssitz der Landgemeinde Iława, gehört ihr aber als eigenständige Stadtgemeinde nicht an. Die Landgemeinde zählt auf einer Fläche von 423,55 km² 11.703 Einwohner (2005).